# Ишимбай (памятник природы)
Озёрно-болотный комплекс «Ишимбай» — особо охраняемая природная территория Тюменской области, являющаяся памятником природы регионального значения и находящаяся в Нижнетавдинском районе. Входит в состав государственного комплексного природного заказника федерального значения «Тюменский», находится в его восточной части, севернее н.п. Новопокровка, на площади 100 га. Представляет собой озеро Ишимбай (Ишимбаевское) с болотными ассоциациями по берегам.
Образован в 1999 году согласно распоряжению Губернатора Тюменской области «Об учреждении государственного памятника природы регионального значения «Озерно-болотный комплекс „Ишимбай“ в Нижнетавдинском районе» от 23 февраля 1999 г. N 121-р.
Создание памятника природы предусматривает выполнение следующих задач:
- Сохранение существующего уникального природного комплекса охраняемой территории.
- Обеспечение охраны территории памятника, а также диких животных и среды их обитания.
- Охрана растительных формаций, редких и исчезающих видов растений, в том числе лекарственных, а также служащих техническим сырьём, и среды их произрастания.
- Систематическое проведение инвентаризации охраняемых объектов памятника, включающей в себя элементы мониторинга.
- Улучшение условий сохранения памятника, проведение мероприятий по санитарному уходу за территорией, обеспечение противопожарной безопасности и другие профилактические мероприятия.